# Tilloy-lez-Cambrai
Tilloy-lez-Cambrai est une commune française située dans le département du Nord, en région Hauts-de-France.

## Géographie

### Situation
La commune est située à 3 km au nord-ouest de Cambrai.

### Communes limitrophes
| Sancourt                 | Blécourt                       | Cuvillers                 |
| Sailly-lez-Cambrai       | Tilloy-lez-Cambrai             | Ramillies et Escaudœuvres |
| Raillencourt-Sainte-Olle | Neuville-Saint-Rémy et Cambrai | Cambrai                   |

### Hydrographie
La commune est située dans le bassin Artois-Picardie. Elle n'est drainée par aucun cours d'eau,.

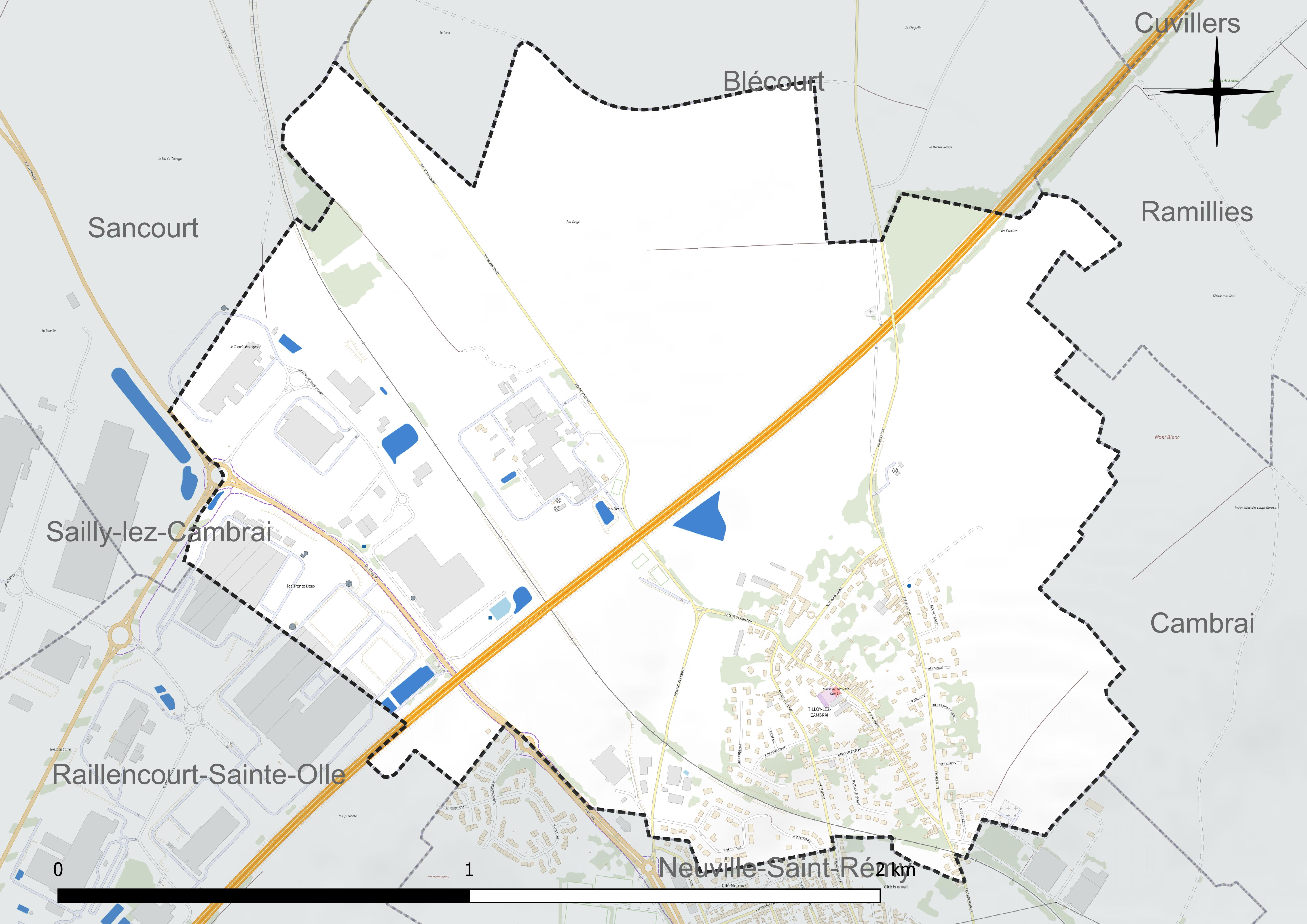
Réseau hydrographique de Tilloy-lez-Cambrai.

### Climat
Pour des articles plus généraux, voir Climat des Hauts-de-France et Climat du Nord.
En 2010, le climat de la commune est de type climat océanique dégradé des plaines du Centre et du Nord, selon une étude du CNRS s'appuyant sur une série de données couvrant la période 1971-2000. En 2020, Météo-France publie une typologie des climats de la France métropolitaine dans laquelle la commune est exposée à un climat océanique et est dans la région climatique  Nord-est du bassin Parisien, caractérisée par un ensoleillement médiocre, une pluviométrie moyenne régulièrement répartie au cours de l'année et un hiver froid (3 °C). 
Pour la période 1971-2000, la température annuelle moyenne est de 10,4 °C, avec une amplitude thermique annuelle de 14,8 °C. Le cumul annuel moyen de précipitations est de 682 mm, avec 11,5 jours de précipitations en janvier et 9,1 jours en juillet. Pour la période 1991-2020, la température moyenne annuelle observée sur la station météorologique la plus proche, située sur la commune de Douai à 22 km à vol d'oiseau, est de 11,0 °C et le cumul annuel moyen de précipitations est de 729,2 mm,. Pour l'avenir, les paramètres climatiques de la commune estimés pour 2050 selon différents scénarios d'émission de gaz à effet de serre sont consultables sur un site dédié publié par Météo-France en novembre 2022.

## Urbanisme

### Typologie
Au 1er janvier 2024, Tilloy-lez-Cambrai est catégorisée ceinture urbaine, selon la nouvelle grille communale de densité à sept niveaux définie par l'Insee en 2022.
Elle appartient à l'unité urbaine de Cambrai, une agglomération intra-départementale regroupant huit  communes, dont elle est une commune de la banlieue,,. Par ailleurs la commune fait partie de l'aire d'attraction de Cambrai, dont elle est une commune de la couronne,. Cette aire, qui regroupe 64 communes, est catégorisée dans les aires de 50 000 à moins de 200 000 habitants,.

### Occupation des sols
L'occupation des sols de la commune, telle qu'elle ressort de la base de données européenne d'occupation biophysique des sols Corine Land Cover (CLC), est marquée par l'importance des territoires agricoles (71,6 % en 2018), en diminution par rapport à 1990 (88 %). La répartition détaillée en 2018 est la suivante : 
terres arables (71,6 %), zones urbanisées (14,8 %), zones industrielles ou commerciales et réseaux de communication (13,6 %). L'évolution de l'occupation des sols de la commune et de ses infrastructures peut être observée sur les différentes représentations cartographiques du territoire : la carte de Cassini (XVIIIe siècle), la carte d'état-major (1820-1866) et les cartes ou photos aériennes de l'IGN pour la période actuelle (1950 à aujourd'hui).

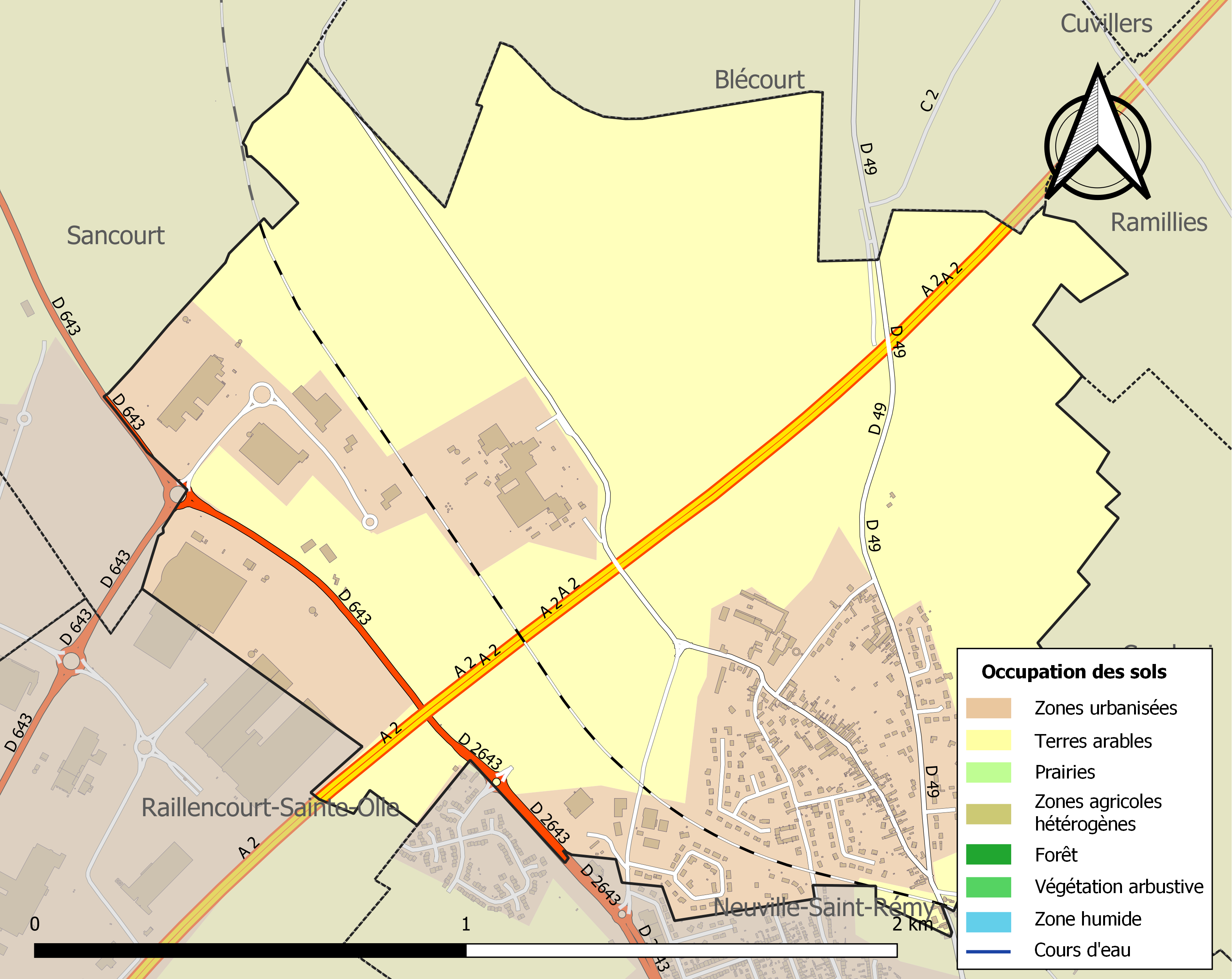
Carte des infrastructures et de l'occupation des sols de la commune en 2018 (CLC).

### Voies de communication et transports
La commune est desservie par le réseau de transports urbains de la Communauté d'agglomération de Cambrai appelé TUC (Transports Urbains du Cambrésis), par la ligne 17,. La ligne N4 permet de rejoindre la zone d'activité Actipôle de l'A2 présente en partie sur la commune.

## Toponymie
Le village est mentionné dès 640 sous le nom Tilletum. Aux XIe et XIIe siècles on trouve aussi Tiletum et Tiliodium, Tilloi au XIIIe siècle, Le Tilloy au XVIIIe siècle. Boniface et Mannier s'accordent pour faire dériver le nom du bas-latin tilletum ou tilietum (« lieu planté de tilleuls ») et interprètent le nom comme le « village des tilleuls ».

## Origines
Paléolithique moyen (100 000 à 75 000)
On trouve à Tilloy, comme dans les communes voisines, des outils épars ayant servi aux chasseurs du Moustérien. Des silex grossiers ont été trouvés au lieu-dit "les six" lors de la construction de la Résidence du Duc d'Anjou.
Néolithique (5 000 à 3 000)
Il est plausible que Tilloy ait été habité à cette époque, comme nous le montrent plusieurs cartes du XVIIIe siècle signalant le lieu-dit « La borne trouée ». C'est une pierre fichée en terre qui servait de fermeture à un dolmen à un couloir mégalithique connu sous le nom d'allée couverte.
Epoque romaine
Tilloy fut habité par des Romains comme en témoignent les vestiges d'une petite métairie romaine, au Sud et à 1 km de Blécourt. Or, il était de tradition que, non loin d'une métairie, on exploite un tuilerie. Il existe effectivement à quelques centaines de mètres de là un lieu-dit "La Tieullerie". Tilloy portait alors le nom en bas-latin, TILETUM ou TILIUS, qui peut signifier LIEU PLANTE DE TILLEULS.
Fondation de Tilloy
En 511, Clovis fait assassiner Ragnacaire, Roi de Cambrai, et s'empare de son royaume. Il installe Saint Vaast et le nomme évêque de Cambrai en 512. On peut affirmer que Tilloy est un des villages fondés par Vasst en étudiant très attentivement la donation de Tilloy faite par Dagobert en 625. Vaast met officiellement à titre civil au Roi le Domaine de Tilloy qu'il fonde et le consacre "en Propriété personnelle". Cette commune passe donc de Clovis à Clotaire Ier en 558, puis à Chilpéric en 561, de Clotaire II en 585 et enfin à Dagobert en 622.

À son tour Dagobert, dans la Charte de 625, donne le domaine de Tilloy à l'église Saint pierre de Cambrai ainsi que le village de Vinchy.
Fin du Ier millénaire
En 870, les Normands entrent dans Cambrai et l'incendient, et détruisent l'Abbatiale Saint Pierre.
En 911, une Charte de Charles le Simple confirme la Souveraineté du Chapitre de Cambrai sur les domaines de Tilloy, Vinchy, Ornaing et Quarouble.
Le 6 avril 953, les Hongrois arrivent devant Cambrai, pillent et incendient les faubourgs et les villages environnants dont Tilloy.

## Politique et administration

### Liste des maires
Maire en 1802-1803 : Prosper Leleu.
Maire en 1807 : Bernard.
| Période                                  | Période   | Identité          | Étiquette | Qualité |
| ---------------------------------------- | --------- | ----------------- | --------- | ------- |
| Les données manquantes sont à compléter. |           |                   |           |         |
| 1945                                     | 1969      | Henri Soyez       | SFIO / PS |         |
| 1969                                     | juin 1995 | Jean-Marie Soyez  |           |         |
| juin 1995                                | mars 2008 | Lucien Leveaux    | DVG       |         |
| mars 2008                                | juin 2020 | Jean-Pierre Lagon |           |         |
| juin 2020                                | En cours  | Sonia Lancel      |           |         |

## Population et société

### Démographie

#### Évolution démographique
L'évolution du nombre d'habitants est connue à travers les recensements de la population effectués dans la commune depuis 1793. Pour les communes de moins de 10 000 habitants, une enquête de recensement portant sur toute la population est réalisée tous les cinq ans, les populations de référence des années intermédiaires étant quant à elles estimées par interpolation ou extrapolation. Pour la commune, le premier recensement exhaustif entrant dans le cadre du nouveau dispositif a été réalisé en 2008.

En 2022, la commune comptait 695 habitants, en évolution de +22,14 % par rapport à 2016 (Nord : +0,51 %, France hors Mayotte : +2,11 %).
| 1793 | 1800 | 1806 | 1821 | 1831 | 1836 | 1841 | 1846 | 1851 |
| ---- | ---- | ---- | ---- | ---- | ---- | ---- | ---- | ---- |
| 140  | 147  | 172  | 186  | 231  | 266  | 308  | 311  | 389  |

| 1856 | 1861 | 1866 | 1872 | 1876 | 1881 | 1886 | 1891 | 1896 |
| ---- | ---- | ---- | ---- | ---- | ---- | ---- | ---- | ---- |
| 381  | 390  | 358  | 351  | 365  | 388  | 393  | 390  | 407  |

| 1901 | 1906 | 1911 | 1921 | 1926 | 1931 | 1936 | 1946 | 1954 |
| ---- | ---- | ---- | ---- | ---- | ---- | ---- | ---- | ---- |
| 432  | 456  | 471  | 391  | 418  | 381  | 386  | 351  | 432  |

| 1962 | 1968 | 1975 | 1982 | 1990 | 1999 | 2006 | 2008 | 2013 |
| ---- | ---- | ---- | ---- | ---- | ---- | ---- | ---- | ---- |
| 383  | 402  | 446  | 552  | 583  | 670  | 618  | 603  | 543  |

| 2018 | 2022 | - | - | - | - | - | - | - |
| ---- | ---- | - | - | - | - | - | - | - |
| 610  | 695  | - | - | - | - | - | - | - |

#### Pyramide des âges
En 2018, le taux de personnes d'un âge inférieur à 30 ans s'élève à 28,4 %, soit en dessous de la moyenne départementale (39,5 %). À l'inverse, le taux de personnes d'âge supérieur à 60 ans est de 30,1 % la même année, alors qu'il est de 22,5 % au niveau départemental.
En 2018, la commune comptait 305 hommes pour 305 femmes, soit un taux de 50 % de femmes, légèrement inférieur au taux départemental (51,77 %).
Les pyramides des âges de la commune et du département s'établissent comme suit.
| Hommes | Classe d’âge | Femmes |
| ------ | ------------ | ------ |
| 1,0    | 90 ou +      | 1,3    |
| 7,2    | 75-89 ans    | 9,2    |
| 19,0   | 60-74 ans    | 22,6   |
| 22,3   | 45-59 ans    | 21,6   |
| 20,3   | 30-44 ans    | 18,7   |
| 12,5   | 15-29 ans    | 11,5   |
| 17,7   | 0-14 ans     | 15,1   |

| Hommes | Classe d’âge | Femmes |
| ------ | ------------ | ------ |
| 0,5    | 90 ou +      | 1,4    |
| 5,3    | 75-89 ans    | 8,1    |
| 14,8   | 60-74 ans    | 16,2   |
| 19,1   | 45-59 ans    | 18,4   |
| 19,5   | 30-44 ans    | 18,7   |
| 20,7   | 15-29 ans    | 19,1   |
| 20,2   | 0-14 ans     | 18     |

### Cultes
Le village dépend de la paroisse catholique Saint-Géry-Saint-Vaast de Cambrai et de l'église-relais de Neuville-Saint-Rémy.

## Culture locale et patrimoine

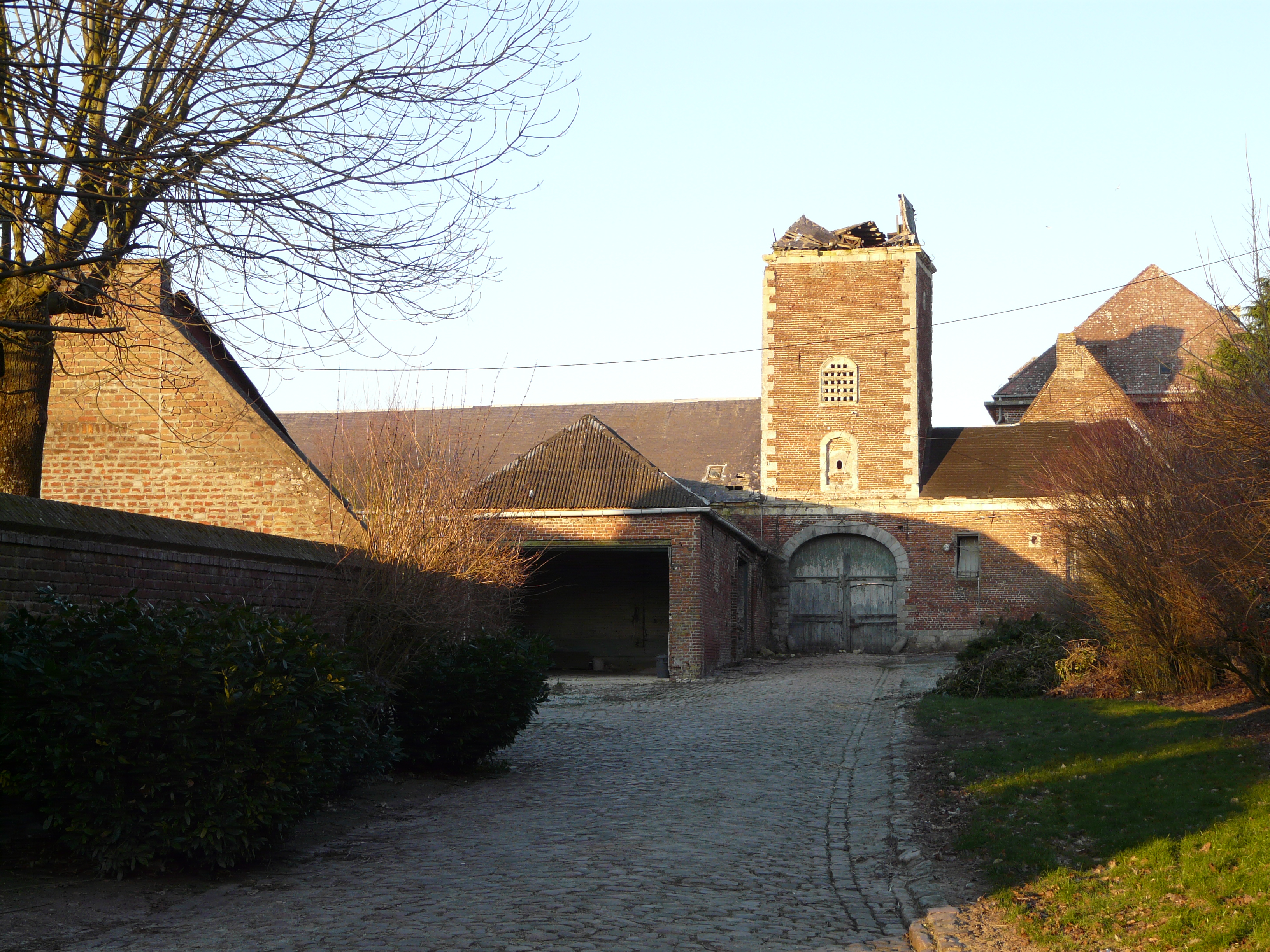
Une ancienne ferme et son pigeonnier.

### Lieux et monuments
- Les deux cimetières militaires canadiens situés au pied de l'autoroute.

- Un pylône TV et radio est situé sur cette commune juste avant le pont de l'autoroute A2, qui couvre une partie du Cambrésis pour Fr5 et M6.
- Ce village ne comporte pas d'église et très peu de commerces : garage, pompes-funèbres, etc. mais de nombreuses usines s'y sont installées (Zône Actipôle de l'A2).

### Héraldique
| Blason de Tilloy-lez-Cambrai | Blason  | D'or aux trois chevrons de gueules.              |
| Blason de Tilloy-lez-Cambrai | Détails | Le statut officiel du blason reste à déterminer. |